# Кузноцин (Лодзинське воєводство)
Кузноцин (пол. Kuznocin) — село в Польщі, у гміні Вольбуж Пйотрковського повіту Лодзинського воєводства.
Населення — 241 особа (2011).
У 1975-1998 роках село належало до Пйотрковського воєводства.

## Демографія
Демографічна структура станом на 31 березня 2011 року:
|          | Загалом | Допрацездатний вік | Працездатний вік | Постпрацездатний вік |
| -------- | ------- | ------------------ | ---------------- | -------------------- |
| Чоловіки | 124     | 26                 | 86               | 12                   |
| Жінки    | 117     | 22                 | 61               | 34                   |
| Разом    | 241     | 48                 | 147              | 46                   |